# Kerrieboom
De kerrieboom (Murraya koenigii; synoniemen: Bergera koenigii, Chalcas koenigii) is een van oorsprong Indiase tropische en subtropische boom uit de wijnruitfamilie. De bladeren van de boom staan bekend als kerrieblad en vormen een belangrijk kruid in de Zuid-Indiase en Sri-Lankaanse keuken. Kerrieblad wordt in deze gebieden veel gebruikt bij het bereiden van curry's, maar maakt traditioneel geen deel uit van kerriepoeder.
De smaak van verse kerriebladeren doet denken aan die van mandarijn. Dat is niet zo heel vreemd, omdat het geslacht Murraya ook tot citrusvruchten wordt gerekend.

## Gebruik
Bij het bereiden van curry's wordt kerrieblad meestal met uien en of andere groenten aangefruit en vervolgens meegestoofd. Hele bladeren worden vaak verwijderd voor het opdienen. In andere gerechten, bijvoorbeeld vada, wordt het al dan niet gesauteerde blad versneden en mee geconsumeerd. Vers kerrieblad is slecht houdbaar maar drogen leidt tot een sterk verlies van aroma. Oosterse winkels in de Lage Landen verkopen het kruid daarom vaak diepgevroren.
In de Ayurveda worden geneeskrachtige werkingen aan de kerrieboom toegeschreven. Zo zou de boom een ontstekingsremmende werking hebben en heilzaam zijn voor diabetici.